# Bronisław Czaplicki
Bronisław Czaplicki (ur. 10 października 1953 w Osówcu Kmiecym k. Przasnysza) – ksiądz katolicki należący do archidiecezji katowickiej, historyk Kościoła.

## Życiorys
Świadectwo dojrzałości otrzymał w 1973 r. w Technikum Poligraficznym w Warszawie. W latach 1973–1980 studiował w Wyższym Śląskim Seminarium Duchownym w Krakowie, afiliowanym wówczas do PAT w Krakowie, uzyskując stopień magistra teologii. Po studiach święcenia kapłańskie przyjął 3 kwietnia 1980 jako kapłan ówczesnej diecezji katowickiej. Studiował następnie w PAT w Krakowie i w punkcie konsultacyjnym teologii pastoralnej ATK w Katowicach. Po kilku latach pracy duszpasterskiej w kraju, w 1991 wyjechał na własną prośbę do ówczesnego ZSRR. Pracował m.in. w Prochładnym i Groznym w Czeczenii, gdzie nie tylko był duszpasterzem miejscowych wiernych, ale zajmował się też uchodźcami na tym terenie.
Od 1997 proboszcz parafii św. Jana Chrzciciela w mieście Puszkin koło Sankt Petersburga. Pracował też jako wykładowca przedmiotów historycznych w Wyższym Katolickim Seminarium Duchownym „Maryja Królowa Apostołów” w Petersburgu. Zostało mu równocześnie powierzone zadanie zebrania dokumentacji dla Watykanu o ofiarach prześladowań za wiarę w Rosji w XX w. w związku z Wielkim Jubileuszem 2000 r. Potem kontynuował tę pracę, przygotowując materiały do przeprowadzenia procesu beatyfikacji katolickich męczenników z Rosji.
21 lutego 2003 został pozbawiony karty stałego pobytu na terenie Federacji Rosyjskiej i zobowiązany do opuszczenia Rosji. W maju tegoż roku powrócił do swej parafii w Puszkinie i do pracy w Seminarium.
W maju 2003 r. dzięki jego staraniom rozpoczął się proces beatyfikacji 16 Sług Bożych, którzy cierpieli za wiarę w Rosji.
Licencjat teologiczny zdobył na Wydziale Teologicznym Uniwersytetu Śląskiego w Katowicach w 2001 roku. W 2003 r. uzyskał stopień doktora nauk teologicznych na podstawie rozprawy Ks. Konstanty Budkiewicz (1867–1923) - życie i działalność (Uniwersytet Śląski w Katowicach, Wydział Teologiczny). W 2008 r. wydał w Warszawie książkę Katolicka działalność dobroczynna w Rosji w latach 1860–1918, przygotowaną jako samodzielna rozprawa naukowa, celem uzyskania stopnia naukowego doktora habilitowanego. Doktorem habilitowanym został na warszawskim uniwersytecie UKSW 18 stycznia 2010 r.
Jest autorem kilku podręczników w języku rosyjskim, dotyczących historii Kościoła i historii Kościoła katolickiego w Rosji. Bierze czynny udział w konferencjach naukowych i popularnonaukowych. W czasie wykładów w seminarium duchownym podejmuje, oprócz zagadnień ogólnych, także zagadnienia specyficzne, dotyczące zwłaszcza historii Kościoła katolickiego w Rosji carskiej i w ZSRR.
W latach 2004–2005 roku uczestniczył w 4-miesięcznym kursie w rzymskiej Kongregacji ds. Świętych, dotyczącym zagadnień teologicznych, historycznych, prawnych i liturgicznych. Od 2005 do 2008 r., w ciągu wielu kilkutygodniowych pobytów w Rzymie dokonał systematyzacji zbiorów archiwalnych Papieskiego Kolegium „Russicum”, co umożliwi przeprowadzenie badań historycznych w tym ważnym dla historii katolicyzmu w Rosji miejscu.
W 2009 r. opuścił Rosję i przyjął posługę kapelana w szpitalu prowadzonym przez Zakon Bonifratrów w Katowicach-Bogucicach. Kontynuuje swoje zainteresowania historyczne pracując nad biografia proboszcza z Bogucic ks. Leopolda Markiefki (1813-1882), fundatora sierocińca i domu zakonnego, który jest dzisiaj domem prowincji Zgromadzenia sióstr św. Jadwigi, oraz szpitala bonifratrów.
2 lipca 2007 Rada Gminy Przasnysz podjęła uchwałę o nadaniu ks. B. Czaplickiemu tytułu Honorowego Obywatela Gminy Przasnysz.

## Publikacje (wybór)
- Czaplicki B., Ks. Konstanty Budkiewicz 1867-1923. Życie i działalność, wyd. Emanuel. Katowice 2004, s. 1-234; Wydanie w języku rosyjskim, poprawione i dodane ilustracje: Čaplickij B., O. Konstantin Budkevič 1867-1923. Žizn’ i deâtelnost’, Sankt Petersburg 2004, Izd. Reč., s. 1-244 + 6 s. ilustracji.
- Čaplickij B., Istoriâ Cerkvi. Antičnoe vremiâ, Sankt Petersburg 2003, Kat. WDS MCA, s. 1-104.
- Čaplickij B., Istoriâ Cerkvi. Srednevekov’e, Sankt Petersburg 2006, Kat. WDS MCA, s. 1-93.
- Čaplickij B., Kurs lekcij po patrologii, Sankt Petersburg 2008, Kat. WDS MCA, s. 1-106.
- Čaplickij B., Kurs lekcij po istorii Cerkvi, Kat. WDS MCA, Sankt Petersburg 1998, s. 1-84.
- Čaplickij B. (współautor i gł. red.), Osipova I.I., Kniga pamâti. Martirolog Katoličeskoj Cerkvi v SSSR, Moskva 2000, s. I-LXIII + 1-768.
- Čaplickij B., Istoriâ Cerkvi v Rossii, Kat. WDS MCA, Sankt Petersburg 2000, s. 1-150.
- Čaplickij B., Istoriâ Katoličeskoj Cerkvi w SSSR, Kat. WDS MCA, Sankt Petersburg 2001, s. 1-154.
- Čaplickij B. (współautor i gł. red.), P. Parfientiev, Cerkovnyj kalendar’ na 2003 g. Cerkovnyj kalendar’ na 2003 god. „Zerno iz ètoj zemli...”. Mučeniki Katoličeskoj Cerkvi v Rossii XX veka, Sankt Petersburg 2002, s. 1-185.
- Čaplickij B., Groznyj, art. w Katoličeskoj Enciklopedii, t. 1, Moskva 2002, s. 1480-1481.
- Czaplicki B., Katolicka działalność dobroczynna w Rosji w latach 1860-1918, Warszawa 2008 (rozprawa habilitacyjna).

### Artykuły i szkice naukowe
- Czaplicki B., Mniszki Klaryski Kapucynki na ziemiach polskich w latach 1860-1945, "Śląskie Studia Historyczno+Teologiczne" 2005, t. 38, z. 1, s. 173-197.
- Czaplicki B., Jezuici w Rosji na początku XX w., "Śląskie Studia Historyczno-Teologiczne" 2006, t. 39, z. 1, s. 136-164.
- Čaplickij B., Socialnoe služenie Katoličeskoj Cerkvi v carskoj Rosii. w: Socialnoe učenie Cerkvi. Materialy konferencii 28-29 noâbrâ 2005 g., Wyd. Caritas Rossii. Sankt Petersburg 2007, s. 57-68.
- Čaplickij B., Biografia w procese proslavleniâ (beatifikacii) katoličeskih mučenikov (artykuł opublikowany w roczniku: "Četvërtye čteniâ pamâti Beniamina Jofe. Pravo na imâ. Biografika 20 veka. Metodologia sostavleniâ i izučeniâ biografii", Wyd. Memorial, Sankt Petersburg 17-18 aprelâ 2006, s. 35-39.
- Čaplickij B., Dela spravedlivosti, predprinâtye gonoratskimi kongregaciâmi v Centralnoj Rosii v 1890 – 1930 gg. w: Materialy naučno-praktičeskoj konferencii, posviaŝënnoj 15-letiû vozobnovleniâ deâtelnosti Smolenskogo rimsko-katoličeskogo prihoda Neporočnogo Začatiâ Presvâtj Devy Marii, Smolensk 23 sentâbrâ 2006 goda. Sost. N.N. Il’kevič, o. Ptolomeuš (Â. Kučmik), Smolensk 2007, s. 159-186.
- Czaplicki B., Katolicka działalność oświatowo-wychowawcza w Petersburgu w II połowie XIX i na początku XX w. (do 1914 r.). Zarys problematyki. ŚSHT 2007, t. 40, z. 2, s. 422-434.
- Czaplicki B., Szkolnictwo katolickie w Rosji pod koniec XIX i na początku XX w. (do 1917 r.). Zarys problematyki. ŚSHT 2008, t. 40, z. 2, s. 84-95.
- Czaplicki B., Rzymsko-katolickie Towarzystwo Dobroczynności przy kościele św. Katarzyny w Petersburgu w latach 1884-1919. ABMK 88 (2007) s. 21-47. Ponadto opublikowany w tłumaczeniu na język rosyjski na stronicy internetowej kościoła św. Katarzyny w Petersburgu.
- Čaplickij B., Izmeneniâ v katoličeskoj procedure kanonizacii mučenikov v XX veke. w: Myčeničestvo i svâtos’t’ v XX veke. Materialy II Meždunarodnyh Patrističeskih čtenij (25-26 ânvarâ 2007 goda), Sankt Petersburg 2007, s. 44-50.
- Čaplickij B., Rabota svâŝenika Pavla Maë OI (1905–1983) nad biografej ekzarha Leonida Fëdorowa. Pravo na imâ. Biografika 20 veka. Epoha I ličnost’. Rakursy istoričeskogo ponimania. Materialy Pâtyeh čtenij pamâti Beniamina Iofe (Sankt Petersburg 16-18 aprelâ 2007), Sankt Petersburg 2008, s. 176-181.
- Czaplicki B., "Komórka duchowa" w Papieskim Kolegium Russicum w Rzymie. (artykuł napisany na podstawie materiałów, przechowywanych w archiwum Papieskiego Kolegium Russicum w Rzymie, ul. Carlo Cattaneo 2, przyjęty do druku w czasopiśmie "Archiwa, Biblioteki i Muzea Kościelne" 2008 r.).
- Czaplicki B., Działalność księdza Aleksandra Kakowskiego w Petersburgu w latach 1910-1913, w: Warszawskie Studia Teologiczne, t. XXIII/2/2010, s. 341-362.
- Czaplicki B., Problemy jasnogórskiego klasztoru paulinów w świetle rosyjskich dokumentów w Archiwum Jasnej Góry, w: Studia Claromontana, t. 29, Warszawa 2011, s. 583-632.
- Czaplicki B., Dokumenty rosyjskie z początku XX wieku na temat Jasnej Góry, w: Archiwa, Biblioteki i Muzea Kościelne, 95 (2011), s. 11-32.
- Czaplicki B., Kościół katolicki w Częstochowie w latach 1867-1914 w świetle akt magistratu miasta – zarys problematyki, w: Częstochowskie Teki Historyczne, t. III, Częstochowa 2012, s. 125-152.
- Czaplicki B., Troska biskupów kujawsko-kaliskich o Jasną Górę w okresie po Powstaniu Styczniowym (1864-1914), w: Archiwa, Biblioteki i Muzea Kościelne, 97 (2012), s.
- Czaplicki B., Rola księdza Bernarda Antoniniego (1934-2002) w kształceniu duchowieństwa katolickiego w Rosji w latach 1993-2001, w: Między Rzymem a Nowosybirskiem. Księga jubileuszowa dedykowana ks. Marianowi Radwanowi SCJ, red. I. Wodzianowska, H. Łaszkiewicz, Lublin 2012, s. 67-77.

### Artykuły i szkice popularnonaukowe
- Čaplickij B. o., Katoliki na Severnom Kavkaze, "Istina i Žizn’", Moskva 1994, s. 6.
- Čaplickij B., Saratovskaâ seminariâ i polskoe vosstanie 1863 g., "Svet Evangeliâ", 23 (1996), s. 4.
- Čaplickij B. o., O Martirologe Katoličeskoj Cerkvi v Rossii, [w:] Krov´ mučenikov est´ semâ Cerkvi. Sb. Mater’ialov po slučaû osvâščeniâ sobora Neporočnogo Začat’â v Moskve 12 dekabrâ 1999, sost. D. Parravičini, A. Judin, Moskva 1999, s. 134–147.
- Čaplickij B. o., Oni žili v Rossii, "Svet Evangeliâ", 24 (1999), s. 4.
- Čaplickij B. o., Sostavim martirolog vmeste, "Svet Evangeliâ", 10 (1999), s. 6.
- Čaplickij B. o., Pamât´ l’ûdskaâ, "Svet Evangeliâ", 44 (2000), s. 6.
- Čaplickij B., Istoriâ katoličeskoj monašeskoj žizni v Rossii, "Vita consacrata" (priłoženie k gazete "Svet Evangeliâ"), 1(8) 2007 s. 4-5.
- Čaplickij B., Učenie Otcov Cerkvi o Marii, "Katoličeskij katehitičeskij žurnal Raduga" 2 (2008) s. 38-42, Sankt Petersburg.
- Czaplicki B., La Madonna dei boschi alpini non si dimentica della Russia, s. 2. (artykuł opublikowany w czasopiśmie "Luci del Vangelo", Werona, 2008).
- Czaplicki B., Obywatele drugiej kategorii, "Miejsca Święte" 12 (2008) s. 20-21 – Warszawa).
- Čaplickij B., Učenie Otcov Cerkvi o dostoinstve i svobode čeloveka, (artykuł zaplanowany do druku w: "Katoličeskij katehitičeskij žurnal Raduga" 3 (2009), Sankt Petersburg).